# Anders Nordlund
Jon Anders Nordlund, född 21 oktober 1971, är en svensk dansbandssångare och är sedan oktober 1990 frontfigur i dansbandet Fernandoz. Förutom sång så spelar han också bas, gitarr och dragspel, och är bandets kapellmästare. Nordlund fick utmärkelsen Guldklaven som Årets sångare 2008. 
Tidigare orkestrar: Wendins, Jupiters, Anders Nordins.